# 世界赤十字デー

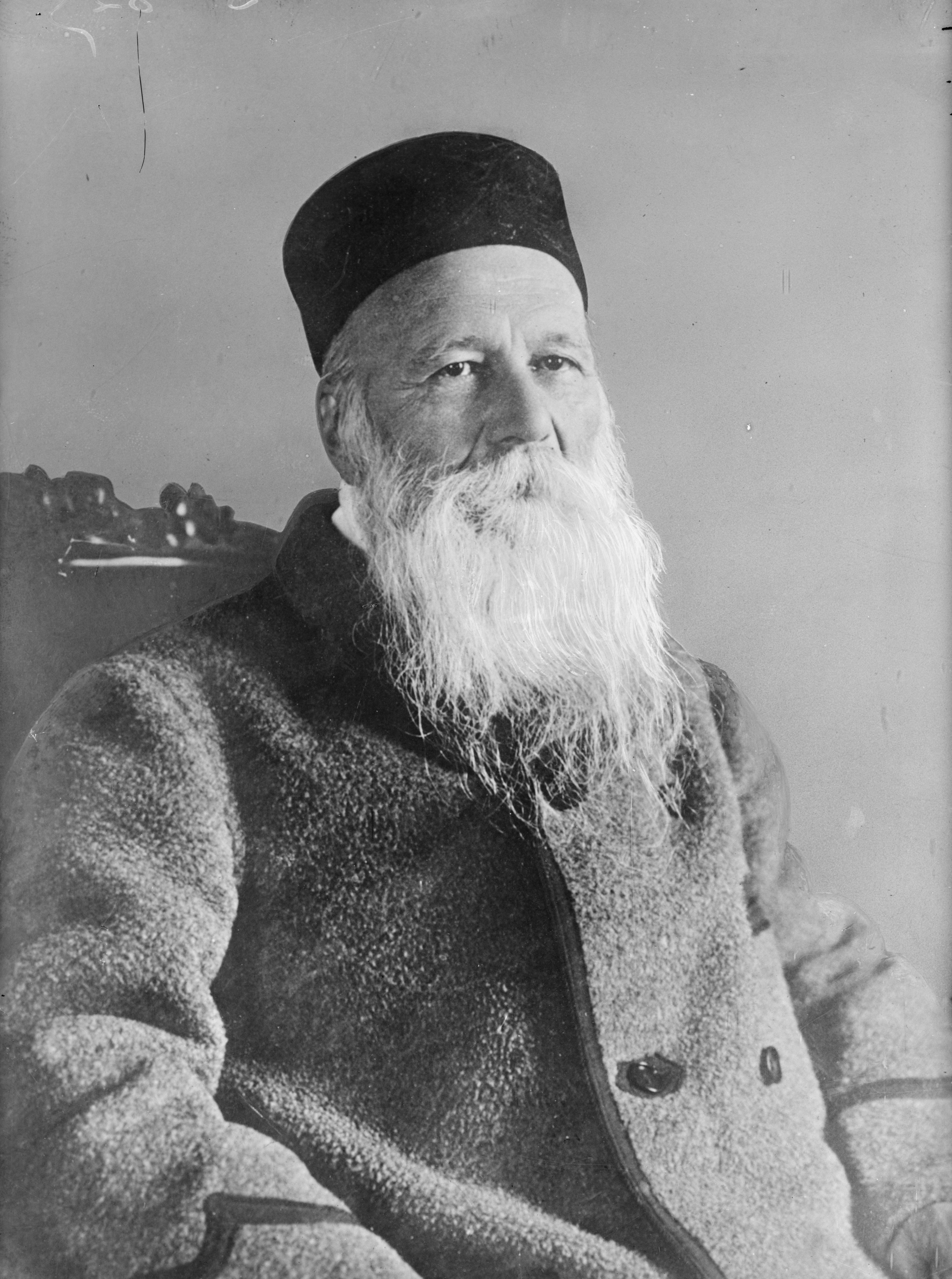
赤十字創設者
アンリ・デュナン

世界赤十字デー（せかいせきじゅうじデー、英：World Red Cross and Red Crescent Day）は、赤十字を創設したアンリ・デュナンの誕生日（5月8日）に因んだ国際デーである。

## 概要
1828年5月8日生まれのスイス人実業家アンリ・デュナンは、1859年にイタリア統一戦争の激戦地ソルフェリーノにおいて4万人に上る死傷者の悲惨な有様を目撃した。デュナンは、すぐに村人と協力して、戦場に倒れていた負傷者を教会に収容するなど懸命の救護に当たった。
デュナンの心の中では「傷ついた兵士は、もはや兵士ではない、人間である。人間同士としてその尊い命は救わなければならない」との信念が生まれた。
ジュネーヴに戻ったデュナンは、1862年、『ソルフェリーノの思い出』を執筆出版。この本によるアンリー・デュナンの訴えはヨーロッパ各地に反響を呼んだ。「赤十字思想」の誕生である。
赤十字国際委員会の前身となった「五人委員会」を設立したアンリ・デュナンは、のちに赤十字創設者として「ノーベル平和賞第1回受賞者」となった。
そのデュナンの功績を讃え、第二次世界大戦後、1948年の第20回赤十字社連盟理事会で、彼の誕生日である5月8日を「世界赤十字デー (World Red Cross Day)」とすることが決定された。
以降、同日には世界各国で赤十字に関連する様々なイベントが行われている。日本では各地の名所や観光スポット、歴史的建造物が赤くライトアップされている。